# Vox Populi (curta-metragem)
Vox Populi é um filme de curta metragem brasileiro escrito e dirigido por Marcelo Laffitte em 1998.
De temática GLBT, participou Jornada Internacional de Cinema da Bahia, onde recebeu o prêmio de melhor atriz (Maitê Proença).

## Elenco
- Pedro Brício
- Buza Ferraz
- Virgínia Lane
- Maitê Proença
- Ney Santanna
- Anselmo Vasconcelos